# Карпилівський заказник
Карпилівський заказник — лісовий заказник місцевого значення в Україні. Розташований на території Камінь-Каширського району Волинської області, на північ від села Карпилівка.
Площа — 14 га, статус отриманий у 1986 році. Перебуває у віданні ДП «Камінь-Каширське ЛГ» (Карпилівське лісництво, квартал 61, виділ 16).
Охороняється високобонітетна ділянка ялинового лісу природного походження віком понад 90 років, що є середовищем існування багатьох видів тварин. Трапляється глушець (Tetrao urogallus) — рідкісний вид, занесений у Червону книгу України та додаток 2 Бернської конвенції про охорону дикої флори і фауни та природних середовищ існування в Європі.